# Jakobskyrkan i Sandomierz
Jakobkyrkan i Sandomierz är en kyrkobyggnad som ligger i Sandomierz i sydöstra Polen. Den byggdes omkring 1226.